# Cục Tài chính, Quân đội nhân dân Việt Nam
Cục Tài chính  trực thuộc Bộ Quốc phòng Việt Nam là cơ quan chuyên môn có chức năng tham mưu, giúp Bộ Quốc phòng thực hiện chức năng quản lý nhà nước về tài chính; ngân sách nhà nước; thuế, phí, lệ phí và thu khác của ngân sách nhà nước; tài sản nhà nước; các quỹ tài chính nhà nước; đầu tư tài chính; tài chính doanh nghiệp; kế toán; kiểm toán độc lập; giá và các hoạt động dịch vụ tài chính tại các đơn vị trong quân đội theo quy định của pháp luật. Là cơ quan được Bộ Quốc phòng Việt Nam ủy nhiệm thực hiện chức năng quản lý nhà nước đối với hoạt động sản xuất, xây dựng kinh tế của Quân đội nhân dân Việt Nam. Là cơ quan tham mưu và đảm bảo đầu ngành toàn quân về trang bị vật tư cấp chiến lược, nâng cao tiềm lực quốc phòng, đáp ứng nhiệm vụ chiến đấu, sẵn sàng chiến đấu và huấn luyện của quân đội, góp phần hoàn thành tốt nhiệm vụ xây dựng và bảo vệ tổ quốc.
- Ngày truyền thống: 25/3/1946
- Trụ sở: Tòa C3, Số 1B Nguyễn Tri Phương, Phường Điện Biên, Quận Ba Đình, Tp Hà Nội

## Nhiệm vụ
- Quản lý ngân sách nhà nước, thuế, phí, lệ phí và thu khác của ngân sách nhà nước.
- Quản lý vốn đầu tư phát triển.
- Quản lý tài sản nhà nước tại các đơn vị cơ sở.
- Quản lý các quỹ tài chính nhà nước.
- Quản lý tài chính doanh nghiệp.
- Quản lý giá và thẩm định giá.

- Chỉ đạo các loại hình sản xuất kinh tế của Quân đội gồm: Các khu kinh tế quốc phòng, các chương trình, mục tiêu quốc gia về xóa đói giảm nghèo do Quân đội đảm nhiệm, chỉ đạo hoạt động của các doanh nghiệp và các đơn vị thường trực tham gia hoạt động sản xuất kinh tế.
- Nghiên cứu, vận dụng các chính sách, chế độ, quy định của Nhà nước về quản lý kinh tế với các doanh nghiệp và các đơn vị sản xuất kinh tế trong Quân đội; tham gia xây dựng các văn bản quy phạm pháp luật của Nhà nước và Bộ Quốc phòng liên quan đến công tác quản lý, chế độ chính sách, quy hoạch, kế hoạch sản xuất kinh tế của Quân đội.
- Phối hợp với các cơ quan liên quan tổ chức thẩm định và trực tiếp quản lý các dự án đầu tư của Nhà nước, của các nguồn tài chính khác trong và ngoài nước cho các khu kinh tế quốc phòng, các chương trình mục tiêu quốc gia về xóa đói giảm nghèo, các hoạt động sản xuất kinh tế của các doanh nghiệp trong Quân đội thuộc lĩnh vực kinh tế.
- Quản lý, chỉ đạo xây dựng và thực hiện các kế hoạch sản xuất kinh tế dài hạn, trung hạn, ngắn hạn và hàng năm của các doanh nghiệp kinh tế quốc phòng, doanh nghiệp kinh tế, phần nhiệm vụ làm kinh tế của các doanh nghiệp quốc phòng. Các chương trình kinh tế xã hội tại các khu kinh tế quốc phòng, các kế hoạch xóa đói giảm nghèo và tổng hợp kết quả làm kinh tế trong Quân đội hàng năm.
- Quản lý và chỉ đạo hoạt động kinh tế đối ngoại, xúc tiến thương mại của Quân đội, hỗ trợ các doanh nghiệp quân đội hội nhập kinh tế quốc tế.
- Tham gia quản lý vốn và tài sản của các doanh nghiệp.
- Nghiên cứu, tham mưu đề xuất giúp Quân ủy Trung ương, Bộ Quốc phòng định hướng, xây dựng và hoàn thiện cơ chế điều hành, quản lý và thực hiện hiệu quả công tác kế hoạch đầu tư trong Bộ, triển khai xây dựng kế hoạch bảo đảm nhiệm vụ quân sự, quốc phòng và kế hoạch đầu tư phát triển trong từng thời kỳ có tính thực tiễn, khả thi cao; đáp ứng kịp thời các nhiệm vụ trọng tâm, trọng điểm, góp phần thúc đẩy mạnh mẽ tiến trình thực hiện các mục tiêu trong xây dựng tiềm lực của quân đội

## Tổ chức Đảng

### Tổ chức chung
Từ năm 2006 thực hiện chế độ Chính ủy, Chính trị viên trong Quân đội. Tổ chức Đảng bộ trong Cục Tài chính theo phân cấp như sau:
- Đảng bộ Cục Tài chính là cao nhất.
- Chi bộ các Phòng, ban cơ quan đơn vị trực thuộc Cục Tài chính

### Thành phần
Về thành phần của Đảng ủy Cục Tài chính thường bao gồm như sau:
1. Bí thư: Cục trưởng Cục Tài chính
2. Phó Bí thư: Phó Cục trưởng Cục Tài chính

Ban Thường vụ
1. Bí thư: Cục trưởng
2. Phó Bí thư: Phó Cục trưởng
3. Ủy viên Thường vụ: Phó Cục trưởng

Ban Chấp hành Đảng bộ
1. Đảng ủy viên: Phó Cục trưởng;Trưởng phòng: B2, B3, B5, B6, B7, B10 và Trợ lý chính trị.
2. UBKT: Chủ nhiệm Đại tá Đào Minh Đạo; Phó CN Đại tá Nguyễn Hữu Phước; ủy viên Thượng tá Trần Văn Phương

đứng đầu thì chường

## Tổ chức chính quyền

### Lãnh đạo hiện nay
- Cục trưởng: Trung tướng Nguyễn Hồng Lâm
- Phó Cục trưởng: Đại tá Đỗ Mạnh Hùng
- Phó Cục trưởng: Thiếu tướng Đỗ Đình Mỹ
- Phó Cục trưởng: Thiếu tướng Đào Minh Đạo
- Phó Cục trưởng: Đại tá Lê Hồng Trường
- Phó Cục trưởng: Đại tá Lê Trung Dũng

- Phó Cục trưởng: Đại tá Nguyễn Việt Anh
- Phó Cục trưởng: Đại tá Phạm Toàn Thắng
- Phó Cục trưởng: Đại tá Nguyễn Xuân Nghĩa

- Phó Cục trưởng: Đại tá Trần Anh Dũng
- Phó Cục trưởng: Đại tá Nguyễn Trung Thành
- Phó Cục trưởng: Đại tá Nguyễn Trường Sơn
- Phó Cục trưởng: Đại tá Hoàng Trung Kiên
- Phó Cục trưởng: Thiếu tướng Nguyễn Đức Hải

### Cơ quan trực thuộc
- Phòng Kế hoạch (B1)
- Phòng Ngân sách (B2)
- Phòng Kế toán (B3)
- Phòng Chế độ tài chính (B4)
- Phòng Quản lý vốn đầu tư (B5)
- Phòng Quản lý doanh nghiệp (B6)
- Phòng Thương mại Quân sự (B7)
- Phòng Quản lý Đấu thầu (B8)
- Phòng Đầu tư phát triển (B9)
- Phòng Tài chính đơn vị (B10)
- Phòng Quản lý dữ liệu ngành (B11)
- Phòng Kinh tế sự nghiệp (B12)
- Phòng Quản lý giá và dự trữ (B14)
- Phòng Kinh tế quốc phòng (B15)
- Phòng Quản lý Công sản (B17)
- Ban Chính trị

- Ban Hành chính
- Ban Tài chính

## Hệ thống cơ quan Tài chính trong Quân đội Việt Nam
- Cục Tài chính thuộc Bộ Quốc phòng
- Phòng Tài chính thuộc các Quân khu, Quân đoàn, Quân chủng, Binh chủng, Tổng cục và tương đương.
- Ban Tài chính thuộc các Sư đoàn, Lữ đoàn, Vùng Cảnh sát biển, Bộ CHQS tỉnh, thành phố trực thuộc TW, Bộ CHBP tỉnh, thành phố trực thuộc TW và tương đương.
- Trợ lý, Nhân viên tài chính thuộc các Trung đoàn, Ban chỉ huy quân sự quận, huyện, thị xã và tương đương.

## Cục trưởng qua các thời kỳ
- Vũ Ngọc Điện, Đại tá
- Lê Khoa, Trung tướng
- Nguyễn Hữu Cảng, Thiếu tướng
- -2013, Phạm Quang Phiếu, Trung tướng
- 2014-4.2016, Phạm Quang Vinh, Trung tướng (2013).
- 2016-2.2025, Lưu Sỹ Quý, Thiếu tướng (2017)[3]
- 3.2015-nay, Nguyễn Hồng Lâm